# Lars Jacobsen Hætta
Lars Jacobsen Hætta, på nordsamiska Jáhkoš-Lasse, född 21 januari 1834 i Kautokeino, död där 17 februari 1896 i Kautokeino, var en samisk renskötare och översättare. 
Hætta var av de fem samer som dömdes till döden efter Kautokeinoupproret 1852. Han fick dock sin dom omvandlad till livstids straffarbete och benådades 1867. Under och efter fängelsetiden arbetade han med att översätta Bibeln till nordsamiska. Lars Hætta var bror till Aslak Jacobsen Hætta, en av de två som avrättades genom halshuggning efter Kautokeinoupproret.

## Biografi
Lars Hætta var 18 år gammal och verksam som renskötare när han deltog i Kautokeinoupproret. Vid den efterföljande rättegången befanns han ha gjort sig skyldig till mord, delaktighet i mordbrand samt rån. Under upproret hade han tillsammans med flera andra personer slagit handelsman Carl Johan Ruth med en gärdsgårdsstör i huvudet tills han segnade ned och blev liggande. Han hade också, på anmodan av sin äldre bror Aslak, drivit in en kniv i bröstet på länsman Lars Johan Bucht och därigenom givit honom dödsstöten. För dessa brott dömdes Hætta till döden. Norska Högsta Domstolen mildrade dock straffet till livstids fängelse eftersom han varit så ung när brotten begicks.
Hætta sändes till tukthuset i Trondheim för att avtjäna sitt straff. Sedan språkforskaren och teologen Jens Andreas Friis hade begärt att få några samiska straffångar till hjälp i sin samiska språkforskning blev emellertid Lars Hætta och sex andra samer överförda till Akershus fästning i Oslo 1856. Under ledning av Friis började Lars Hætta arbeta med en nyutgåva av Nya Testamentet på nordsamiska, eftersom den som tidigare utförts av Nils Vibe Stockfleth hade språkliga brister och dessutom var slutsåld. Lars Hætta fortsatte med översättningsarbetet efter att han blivit benådad 1867.

## Livet efter benådningen
År 1869 var Hætta färdig med Nya Testamentet, och fortsatte genast med Gamla Testamentet. Med detta var han färdig fyra år senare. Nästa uppdrag blev att översätta apokryferna, vilket han arbetade med 1881–1885. Lars Hætta översatte också flera andra religiösa skrifter och många psalmer, samt var också medarbetare i Friis Ordbog for det lappiske Sprog.
Efter sin benådning återvände Lars Hætta till Kautokeino och gifte sig 1868 med Berit Hansdatter Gaup, som 16 år gammal deltagit i Kautokeinoupproret och dömts till tolv års straffarbete. Hætta fick anställning som ambulerande skollärare. År 1869 sökte han tjänsten som klockare i Kautokeino, men fick den inte, trots att han var långt mer kvalificerad än övriga sökande. År 1884 fick Hætta offentlig upprättelse och blev därefter anställd som kyrktolk.
I Oslo universitetsbibliotek finns ett par manuskript och flera brev, skrivna på samiska av Hætta. Ett av manuskripten finns utgivet på svenska. Det behandlar de religiösa och moraliska förhållandena i Kautokeino före den læstadianska väckelsen och ger en viss bakgrund till Kautokeinoupproret.